# Dimacrodon hottoni
Il dimacrodonte (Dimacrodon hottoni) è un tetrapode estinto, forse appartenente ai pelicosauri. Visse alla fine del Permiano inferiore (Kunguriano, circa 275 milioni di anni fa) e i suoi resti fossili sono stati ritrovati in Nordamerica.

## Descrizione
Tutto ciò che si conosce di questo animale è un cranio parziale con mandibola; il cranio completo doveva essere molto grande, e si suppone che sfiorasse i 50 centimetri di lunghezza. Di conseguenza, Dimacrodon doveva essere un grande animale lungo oltre 3 metri. Dimacrodon era dotato di un cranio dal muso allungato e dalla prominente cresta sagittale aguzza sopra le orbite. Il muso era dotato di una singola coppia di canini e una fila di piccoli denti dietro ai canini, di forma smussata. Le due metà della mandibola si incontravano in una sinfisi larga. Sembra che il cranio fosse dotato di una grande finestra temporale di forma trapezoidale.

## Classificazione
I fossili di Dimacrodon hottoni vennero descritti per la prima volta da Olson e Beerbower nel 1953 e provengono dalla formazione San Angelo del Texas, risalente alla fine del Permiano inferiore. L'estrema frammentarietà dei resti, come quella di altri sinapsidi predatori rinvenuti nella formazione (Steppesaurus, Tappenosaurus), non ha permesso una classificazione chiara. Inizialmente (Olson e Beerbower, 1953; Olson, 1962) i fossili di Dimacrodon vennero attribuiti a un terapside, in particolare a un membro primitivo del gruppo degli anomodonti. Studi successivi non hanno riscontrato queste affinità, ed è più probabile che Dimacrodon fosse un pelicosauro (Sidor e Hopson, 1995).